# ITF Grado
Das ITF Grado (offiziell: Città di Grado Tennis Cup) ist ein Tennisturnier der ITF Women’s World Tennis Tour, das in Grado ausgetragen wird. Ab 2025 findet es im Rahmen der WTA Challenger Series statt.

## Siegerliste

### Einzel
| Jahr | Kategorie | Siegerin                  | Finalgegnerin            | Ergebnis          |
| ---- | --------- | ------------------------- | ------------------------ | ----------------- |
| 1998 | $10.000   | Evelyn Fauth              | Andreea Vanc             | 6.7, 6:1, 6:1     |
| 1999 | $25.000   | Flavia Pennetta           | Martina Suchá            | 1:6, 6:4, 7:5     |
| 2000 | $25.000   | Gisela Riera              | Flora Perfetti           | 6:2, 6:4          |
| 2001 | $25.000   | Valentina Sassi           | Antonella Serra Zanetti  | 6:3, 7:5          |
| 2002 | $25.000   | Edina Gallovits           | Bahia Mouhtassine        | 6:3, 6:3          |
| 2003 | $25.000   | Martina Suchá             | Catalina Castaño         | 6:1, 6:2          |
| 2004 | $25.000   | Nuria Llagostera Vives    | Paula Garcia             | 5:7, 6:2, 6:1     |
| 2005 | $25.000   | Tazzjana Uwarawa          | Yuan Meng                | 6:4, 6:4          |
| 2006 | $25.000   | Sanja Ančić               | Ana Vrljić               | 6:4, 3:6, 6:4     |
| 2007 | $25.000   | Darja Kustawa             | Angelika Roesch          | 6:2, 3:6, 6:2     |
| 2008 | $25.000   | Patricia Mayr             | Jasmina Tinjić           | 6:4, 7:61         |
| 2009 | $25.000   | Karolína Plíšková         | Julia Schruff            | 7:62, 7:5         |
| 2010 | $25.000   | Anna Tatischwili          | Ana Jovanović            | 6:73, 6:3, 6:4    |
| 2011 | $25.000   | Ajla Tomljanović          | Alexandra Cadanțu        | 6:2, 6:4          |
| 2012 | $25.000   | Maria Elena Camerin       | Yvonne Meusburger        | 6:2, 6:3          |
| 2013 | $25.000   | Yvonne Meusburger         | Katarzyna Piter          | 6:2, 6:72, 6:3    |
| 2014 | $25.000   | Gioia Barbieri            | Kateryna Koslowa         | 6:4, 4:6, 6:4     |
| 2015 | $25.000   | Katarzyna Piter           | Kristína Schmiedlová     | 6:3, 6:0          |
| 2016 | $25.000   | Ana Bogdan                | Susanne Celik            | 2:6, 6:2, 7:61    |
| 2017 | $25.000   | Anna Karolína Schmiedlová | Martina Trevisan         | 2:6, 6:2, 6:4     |
| 2018 | $25.000   | Çağla Büyükakçay          | Martina Di Giuseppe      | 6:2, 6:2          |
| 2019 | W25       | Rebecca Šramková          | Jaqueline Adina Cristian | 7:63, 3:1 Aufgabe |
| 2020 | W25       | Sina Herrmann             | Lara Salden              | 6:4, 7:5          |
| 2021 | W25       | Nuria Párrizas Díaz       | Nuria Brancaccio         | 6:3, 5:7, 6:2     |
| 2022 | W60       | Elisabetta Cocciaretto    | Ylena In-Albon           | 6:2, 6:2          |
| 2023 | W60       | Julija Hatouka            | Lucie Havlíčková         | 2:6, 6:3, 6:1     |
| 2024 | W75       | Francesca Jones           | Kathinka von Deichmann   | 6:1, 7:5          |

### Doppel
| Jahr | Siegerinnen | Finalgegnerinnen                              | Ergebnis                                           |                  |
| ---- | ----------- | --------------------------------------------- | -------------------------------------------------- | ---------------- |
| 1998 | $10.000     | Marijana Kovačević Maja Palaversic            | Vanina Casanova Andreea Vanc                       | 3:6, 6:3, 6:1    |
| 1999 | $25.000     | Lea Ghirardi Noëlle van Lottum                | Flavia Pennetta Tracy Singian                      | 1:6, 6:4, 6:4    |
| 2000 | $25.000     | Vanessa Menga Alicia Ortuno                   | Lourdes Domínguez Lino María José Martínez Sánchez | 3:6, 7:5, 6:1    |
| 2001 | $25.000     | Jelena Kostanić Magda Mihalache               | Renata Kučerová Eva Martincová                     | 5:7, 6:3, 7:5    |
| 2002 | $25.000     | Gloria Pizzichini Hana Šromová                | Sandra Nacuk Natacha Randriantefy                  | 6:3, 7:5         |
| 2003 | $25.000     | Mervana Jugić-Salkić Darija Jurak             | Laura Dell’Angelo Giorgia Mortello                 | 2:6, 6:3, 6:0    |
| 2004 | $25.000     | Rosa María Andrés Rodríguez Andreea Vanc      | Klaudia Jans Alicja Rosolska                       | 6:2, 6:2         |
| 2005 | $25.000     | Marija Kondratjewa Tazzjana Uwarawa           | Daniella Dominikovic Darja Kustawa                 | 6:1, 3:6, 7:5    |
| 2006 | $25.000     | Tiffany Dabek Chanelle Scheepers              | Mailyne Andriezx Nika Ožegović                     | 6:4, 4:6, 7:63   |
| 2007 | $25.000     | Stefania Chieppa Darja Kustawa                | Ana Veselinović Christina Wheeler                  | 7:5, 6:3         |
| 2008 | $25.000     | Mariana Duque Mariño Melanie Klaffner         | Marinne Giraud Christina Wheeler                   | 6:1, 6:2         |
| 2009 | $25.000     | Anikó Kapros Sandra Klemenschits              | Jorgelina Cravero Anna Tatischwili                 | 6:3, 6:0         |
| 2010 | $25.000     | Han Xinyun Lu Jingjing                        | Karina Pimkina Marta Sirotkina                     | 1:6, 6:4, [10:8] |
| 2011 | $25.000     | María Irigoyen Jekaterina Iwanowa             | Liu Wanting Sun Shengnan                           | 6:3, 6:0         |
| 2012 | $25.000     | Margalita Tschachnaschwili Ekaterine Gorgodze | Claudia Giovine Anastasia Grymalska                | 7:62, 7:61       |
| 2013 | $25.000     | Yurika Sema Zhou Yimiao                       | Viktorija Golubic Diāna Marcinkēviča               | 1:6, 7:5, [10:7] |
| 2014 | $25.000     | Verónica Cepede Royg Stephanie Vogt           | Lara Arruabarrena Vecino Florencia Molinero        | 6:4, 6:2         |
| 2015 | $25.000     | Viktorija Golubic Beatriz Haddad Maia         | Sharon Fichman Katarzyna Piter                     | 6:3, 6:2         |
| 2016 | $25.000     | Catalina Pella Daniela Seguel                 | Başak Eraydın Alice Matteucci                      | 6:2, 7:68        |
| 2017 | $25.000     | Julia Glushko Priscilla Hon                   | Tereza Mrdeža Conny Perrin                         | 7:5, 6:2         |
| 2018 | $25.000     | Giorgia Marchetti Alice Matteucci             | Naiktha Bains Rika Fujiwara                        | 6:0, 6:4         |
| 2019 | W25         | Anna Danilina Réka Luca Jani                  | Oqgul Omonmurodova Cristina Dinu                   | 6;2, 6:3         |
| 2020 | W25         | Anna Bondár Fanny Stollár                     | Federica Di Sarra Camilla Rosatello                | 7:5, 6:2         |
| 2021 | W25         | Lucia Bronzetti Isabella Schinikowa           | Federica Di Sarra Camilla Rosatello                | 6:4, 2:6, [10:8] |
| 2022 | W60         | Alena Fomina-Klotz Dalila Jakupović           | Eudice Chong Liang En-shuo                         | 6:1, 6:4         |
| 2023 | W60         | Emily Appleton Julia Lohoff                   | Sofja Lansere Anna Sisková                         | 3:6, 6:4, [11:9] |
| 2024 | W75         | Jessie Aney Lena Papadakis                    | Yvonne Cavalle-Reimers Aurora Zantedeschi          | 6:4, 7:5         |

## Quelle
- ITF Homepage